# Церковь Михаила Архангела (Новошахтинск)
Церковь Михаила Архангела — православный храм в городе Новошахтинск, Ростовской области, Шахтинская и Миллеровская епархия, Новошахтинское благочиние Русской Православной церкви.
Адрес: Россия, Ростовская область, г. Новошахтинск, п. Соколово-Кундрюченский, ул. Баженова, 1

## История
В 1858 году в хуторе Соколово-Кундрюченском была построена однопрестольная деревянная церковь. Церковь строилась на средства прихожан, её попечителем храма был войсковой атаман, генерал от кавалерии Михаил Григорьевич Хомутов. Церковь была освящена 25 января 1859 года в честь небесного покровителя М. Г. Хомутова — преподобного Михаила Малеина, православного святого, основатель монастырей на Киминской горе, учителя Афанасия Афонского, основателя Великой Лавры Афона. В 1890 году храм был отложен кирпичом, эта работа была сделана казаком Федором Алексеевичем Ночкиным. В 1893 году силами церковного старосты, казака Алексея Корниловича Барбаянова, кровля была покрыта листами железа, сооружена церковная сторожка. В причте храма числились священник и псаломщик. Храм годы советской власти был снесен.
В 1998 году началось возрождение храма. В этом деле прихожанам оказало помощь Акционерное общество «Предприятие сельского хозяйства Соколовское» в лице его руководителя Владимира Викторовича Здоровца. В бывшем посёлке городского типа Ростовской области Соколово-Кундрюченском (ныне город Новошахтинск) была сооружена новая кирпичная, однопрестольная церковь. 4 июня 2001 года церковь была освящена архиепископом Ростовским и Новочеркасским Пантелеимоном в честь Архистратига Михаила.
Храм Архистратига Михаила духовно окормляет православных верующих близлежащих поселков: Соколово-Кундрюченского, Новая Соколовка, Юбилейный г. Новошахтинска, ГРЭС-Несветай, Заречный, Власовка, прихожан города Красный Сулин. Настоятель храма духовно окормляет также христианские православные общины села Киселова, станицы Владимирской, поселка Тополевый, хуторов: Павловка, Божковка, Чернецов, Чекунов, Грязнов, Трифоновка, Большая Феодоровка, Малая Феодоровка, Обухов-4, Обухов-7, Пролетарка, Прохоровка Красносулинского района. В районе открыты и функционириуют молитвенные дома: Свято-Успенский в станице Владимирской, Рождества Пресвятой Богородицы в хуторе Божковка.
В районе проходят работы по восстановлению храмов: Свято-Пантелеимоновского в хуторе Павловка и Свято-Троицкого в хуторе Чернецов, проводятся работы по регистрации Свято-Ильинского прихода в поселке ГРЭС-Несветай.

## Престольные праздники
- Собор Архистратига Михаила и прочих Небесных Сил бесплотных — 8/21 ноября;
- Воспоминание чуда Архистратига Михаила бывшего в Хонех — 6/19 сентября;
- Память Преподобного Михаила Малеина, небесного покровителя Старой Соколовки — 12/25 июля. С 2005 года возрождена традиция почитания этого святого в приходе храма.

## Духовенство
Первым настоятелем храма священник Сергий Черников. В дальнейшем разное время настоятелями храма были:
- Священник Валерий Шильченко (2001—2004).
- Священник Василий Хадыкин (2004—2008).

С ноября 2008 года и по настоящий день настоятелем храма является иерей Олег Васильченко.